# Zoltan Pito
Zoltan Pito (* 8. August 1974 in Csíkszereda, Siebenbürgen) ist ein österreichischer Komponist, Gitarrist, Gitarrenlehrer, Musikpädagoge, Arrangeur, Buchautor und Musikproduzent.

## Leben

### Frühe Jahre
Zoltan Pito stand bereits 1977 im Alter von zwei Jahren auf der Bühne und tourte seitdem in Siebenbürgen mit verschiedenen Chören und mit einer Jugendschauspielgruppe, womit er 1987 bei einem Landeswettbewerb den ersten Platz erreichte. Ab seinem zehnten Lebensjahr nahm er an einer staatlichen Musikschule Gitarrenunterricht. 1987 wanderte er mit seinen Eltern nach Österreich aus, wo er vorläufig autodidakt das Gitarrenspiel erlernte. Bereits mit 17 Jahren machte er sich in der österreichischen Musikszene einen Namen als Studiogitarrist und spielte seither auf mehr als 500 Alben mit. Seit 1999 spielte er europaweit Gitarrenworkshops, unter anderem für die amerikanische Firma Line 6, oder für den amerikanischen Gitarrenhersteller Music Man.

### Ausbildung und Pädagogische Tätigkeiten
Er studierte 1996 in München am Münchner Gitarreninstitut, das er 1997 mit Diplom abschloss. Er absolvierte mehrere Gitarrenseminare bei Walter Haberl (vom Salzburger Mozarteum). Von 2002 bis 2003 studierte er am Vienna Konservatorium in Wien Instrumental- und Gesangspädagogik und schloss das Studium in der Hälfte der vorgegebenen Studienzeit mit einstimmiger Auszeichnung ab. 2003 und 2004 studierte er bei Christian Havel das Konzertfach Jazzgitarre am Vienna Konservatorium in Wien, das er mit Diplom abschloss. Er gründete im Jahr 2003 das Musikpädagogik-Projekt Music is life, life is music mit dem Schwerpunkt Popularmusik, und tourte damit von 2003 bis 2006 an vielen österreichischen Schulen. Im Jahr 2005 komponierte Zoltan Pito das Musical EINZIGARTIG, das 2007 auf CD und 2008 auf DVD erschien. Von 2009 bis 2012 unterrichtete er Musikerziehung, Barocke Altflöte, Ensemble und Gitarre an der Bildungsanstalt für Kindergartenpädagogik bei den Kongregation der Schulschwestern des 3. Ordens des Hl. Franz von Assisi in Amstetten. Seit 1995 unterrichtet Zoltan Pito in der Musikschule Neuhofen an der Ybbs E-Gitarre, Jugendchor, Gesang, Ukulele und Ensemble. Seit 2016 ist Zoltan Pito Direktor der Ostarrichi Musikschule in Neuhofen an der Ybbs.

## Banddiskografie

### Mac Animal
Er war 1992 Mitbegründer der Heavy-Rock-Band Mac Animal, mit der er seinen ersten Plattenvertrag bei ATS Records bekam. Sie produzierten zwei CDs: 1994 Party on dudes und Animalized 1996. Die meisten Songs entstammten seiner Feder; er spielte alle Gitarren im Studio selbst ein. Mit Mac Animal trat Pito bereits als 17-Jähriger im Vorprogramm der schottischen Band Nazareth auf der No-Jive-Tour im Jahre 1991 in Garsten auf.

### King Size
Von 1997 bis 1999 war er Mitglied der österreichischen Rock-Band King Size. Er spielte mit ihnen die 10th anniversary tour europaweit auf den größten Festivals wie auf dem Sziget-Festival in Budapest, dem Donauinselfest-Wien oder dem Jesolo-Festival.
Mit King Size spielte er 1997 im Vorprogramm von Toto und Manfred Mann’s Earth Band auf der Burg Clam in Österreich. 1999 spielte er mit King Size als Vorgruppe von Steve Lukather auf seiner Solotournee in Mayrhofen. Mit King Size nahm er 1999 die Greatest and latest-CD auf und war maßgeblich bei den Kompositionen beteiligt.

### The Trade feat. Zoltan Pito
Zoltan Pito ist seit 2005 Sänger, Arrangeur, Komponist und Gitarrist der Band The Trade feat. Zoltan Pito. Sie spielten als Vorgruppe der schottischen Band Nazareth auf deren Road Trip Tour 2009 in Amstetten und Jon Lord von Deep Purple auf der Jon Lord Blues Project tour 2011.

### Projekte und Gastauftritte
Seit 2005 tourte er hauptsächlich mit seiner Band Zoltan Pito´s Bossa Nova Quintet. Weitere Projekte sind:
- Son- und Salsaband Asi Son featuring Gina Duenas (Cuba),
- The V8 heart,
- Big Band Project,
- X-Dream,
- The Creedence Clearwater Revivel Coverband-CCRProject,
- Rockanbluezz und
- Pito-Adlberger and Brandtner-Jazz Trio.

Zoltan spielte abermals als Gastsolist mit dem Haager sinfonischen Blasorchester. Als Gastmusiker hatte er auch Auftritte mit dem Amstettner Sinfonieorchester.
Aktuell spielt Zoltan Pito als Solokünstler unter seinem bürgerlichen Namen. Die aktuelle Bandbesetzung ist:
- Zoltan Pito – E-Gitarre, Gesang
- Kurt Schmidt – Keyboard, Gesang
- Franz Buxhofer – E-Bass
- Gerhard Kondelik – Schlagzeug

## Stil
Als gefragter Live- und Studiogitarrist beherrscht er viele verschiedene Stilistiken von Countrymusik, Funk, Soul Pop, Rock über Metal bis Jazz. Er ist bekannt für seine sehr schnelle und virtuose Spieltechnik, aber auch für gefühlvolle Melodien. Laut Eigenaussagen wurde er musikalisch von Wolfgang Amadeus Mozart, Johann Sebastian Bach, Stevie Ray Vaughan, Joe Satriani und Yngwie Malmsteen inspiriert. Als gefragter Auftragskomponist schreibt Zoltan Pito unter anderem für Firmen wie z. B. dm-drogerie markt Werbejingles.

## Diskografie
| Mac Animal MC: 1992 – You 1993 – Me CD: 1993 – Party on Dudes (ATS Records) 1995 – Animalized (ATS Records) | King Size CD: 1997 – X-ACT Impulse 97 (CCP Records) 1998 – X-ACT Sampler Vol.2 (CCP Records) 1998 – X-ACT All Star Band (CCP Records) 1999 – Greatest and latest (ATS Records) | Zoltan Pito CD: 1999 – SOLI 2004 – The Rose 2005 – Frühling im Mostviertel (The Spirit Records) 2007 – Musical EINZIGARTIG (The Spirit Records) DVD: 2008 – Musical EINZIGARTIG (The Spirit Records) |

Literatur
Buch:
2019 – LET´S HAVE FUN! – Lehrbuch für Ukulele